# Convention nationale républicaine de 2004

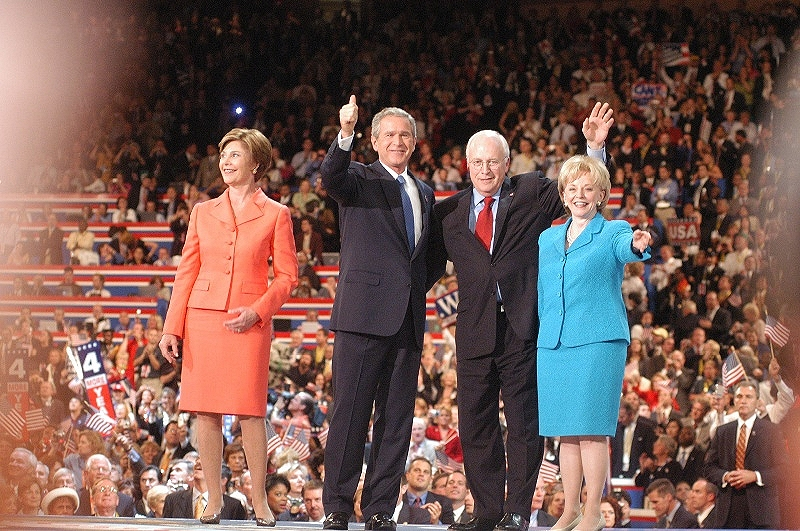
Les candidats du parti républicain à l'élection présidentielle américaine de 2004, George W. Bush et Richard B. Cheney accompagnés de leurs épouses.

La convention nationale du parti républicain de 2004 se déroule du 30 août au 2 septembre 2004 dans le Madison Square Garden de New York. Il permet de désigner George W. Bush (Texas) et Richard B. Cheney (Wyoming) candidats du Parti républicain pour l'élection à la Présidence de 2004.